# طلبات
طلبات (بالإنجليزية: Talabat) هي منصة لطلب الطعام عبر الإنترنت في الشرق الأوسط، تأسست في الكويت، وتعمل في الكويت، المملكة العربية السعودية، البحرين، الإمارات العربية المتحدة، عمان، قطر، مصر، الأردن، العراق. وتعتبر طلبات أكبر شركة لطلب الطعام عبر الإنترنت في الشرق الأوسط.

## التاريخ

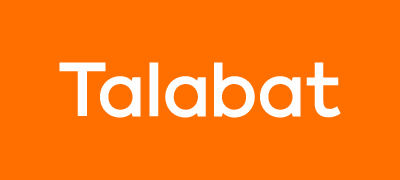
الشعار السابق

- تأسس موقع طلبات الكويتي عام 2004 على يد خالد العتيبي وحصل على رأس مال 4 آلاف دينار كويتي عبر مساهمة ألف دينار من كل مساهم. كانوا أربعة أصدقاء طلاب واستأجروا مكتباً صغيراً ثم بدأوا العمل.
- أول ما قاموا به هو توظيف موظفين براتب 150 دينار كويتي، وبالبداية كانت هناك صعوبة كبيرة في اقناع المطاعم بالاشتراك مع الموقع لتقديم خدماتهم لعملاءه. في تلك الفترة لم تكن هناك قناعة كافية لمفهوم الطلب عبر الإنترنت وبخاصة طلب الطعام ولم يكن الناس متشجعين لها.[1]
- ووصل المشروع إلى مفترق طرق، إما إعلان فشله كما حصل مع مشروعين سابقين، أو تغيير اسلوب التسويق وهو ما اختاروه. وبعدها توجهوا للمطعام واقناعهم للاشتراك مجاناً مع الموقع ويتم تحصيل الرسوم عند الطلب الفعلي وهي 200 فلس من الزبون و مثلها من المطعم.
- في بدايات عمل الموقع كان يتلقى 32 طلب كأقصى عدد يومياً، وفي العام التالي ارتفع هذا الرقم إلى 60 طلب وبعد عامين وصل إلى 200 طلب يومياً.
- بعد هذا النمو المبدئي في الخدمة بدأت تصلهم عروض الاستحواذ بقيمة 100 ألف دينار وهو رقم كبير قياساً برأس المال 4 آلاف دينار ووافق المؤسسين على البيع بهذا المبلغ.
- وكان لخالد العتيبي رأي آخر حيث اشترى باقي حصص المساهمين بنفس السعر المعروض ووافقوا على البيع. أي دفع 75 ألف دينار واشترى حصة المساهمين الثلاثة الآخرين.
- وفي عام 2007 نمى عدد الطلبات اليومي ليصل إلى ألف طلب، وهنا حان موعد التوسع لأسواق خليجية أخرى خارج الكويت فكانت السعودية هي الوجهة.[2]
- مع نمو شعبية طلبات محليًا ، فازت «بجائزة أفضل الأعمال الإلكترونية» مرارًا وتكرارًا في عامي 2008 و 2009 بتقدير خاص من أمير الكويت الشيخ صباح الأحمد الجابر الصباح.
- وفي عام 2010 ، كانت الشركة تعمل في الكويت والمملكة العربية السعودية بمتوسط 1250 معاملة يومية. خضعت طلبات بعد ذلك لتغييرات رئيسية مثل تغيير العلامة التجارية من 6alabat.com إلى Talabat.com ، وهو التحول من صيغة مختلطة من الهجاء باللغتين العربية والإنجليزية إلى تهجئة إنجليزية خالصة.
- وفي عام 2011 ، تم تجديد النظام الأساسي مع تصميم موقع جديد وتحسين واجهة المستخدم .
- وفي عام 2012 ، توسعت طلبات إلى البحرين والإمارات العربية المتحدة وسلطنة عمان. في 19 يناير 2012 ، أطلقت Talabat تطبيق الهاتف المحمول الخاص بها لأجهزة Android، كما تم إطلاق تطبيق لأجهزة iOS.
- وفي عام 2013 ، واصلت توسعها إلى قطر.
- وفي عام 2015 ، تم الاستحواذ على طلبات من قبل مجموعة التجارة الإلكترونية الألمانية العالمية Rocket Internet مقابل 170 مليون دولار أمريكي.[1][3]
- وفي عام 2016 ، Rocket Interner لتوصيل الطعام بما في ذلك طلبات، تم الاستحواذ على سوق المواد الغذائية على الإنترنت Delivery Hero، تماشياً مع هذا الاستحواذ ، تولى عبد الحميد العمر منصب الرئيس التنفيذي للشركة.
- وفي عام 2017 ، وسعت طلبات عملياتها إلى الأردن.
- تم رفع دعاوى قضائية ضد الشركة بعد أن تبين أنها تنتهك قواعد المنافسة العادلة في الكويت. كما تم رفض طلب تسوية قدمته طلبات.[4]
- في يناير 2020 ، استوعبت طلبات شركة توصيل الطعام Carriage ، المملوكة أيضًا لشركة Delivery Hero.[5]
- في أغسطس 2020 ، تم التأكيد على إعادة تسمية خدمة توصيل الطعام المصرية اطلب ، التي كانت تعمل منذ 1999 وأصبحت شركة تابعة لـ Delivery Hero في عام 2016 ، لتصبح طلبات. اعتبارًا من سبتمبر 2020 ، تعمل طلبات في مصر.[6]
- وفي ديسمبر 2020 ، وقعت Talabat و Huawei شراكة لإدراج تطبيق Talabat في سوق Huawei.[7]

## وصلات خارجية
- الموقع الرسمي
- طلبات على موقع Google Play (الإنجليزية)